# 松雪成葉
松雪 成葉（まつゆき なるは、1999年11月5日 - ）は、日本の女子レスリング選手。愛知県刈谷市出身。階級は69kg級。身長173cm。兄の松雪泰成と双子の姉である松雪泰葉もレスリング選手。

## 来歴
3歳の時に姉と一緒に父親がコーチを務める刈谷レスリングクラブでレスリングを始めた。朝日中学3年の時にジュニアクイーンズカップ 中学生の部57kg級及び全国中学生選手権と全国中学選抜選手権の62kg級で優勝した。いずれの大会も上の階級に出場した姉との姉妹優勝になった。至学館高校へ進むと、2年の時にはアジアカデット選手権65kg級で優勝すると、全日本選抜選手権と全日本選手権の69kg級でそれぞれ3位になった。3年の時にはJOC杯ジュニアの部で姉妹優勝を飾った。世界ジュニアでは5位にとどまった。初開催となった23歳以下の世界一を決める大会であるU-23世界選手権では決勝まで進むも、世界選手権3位であるフランスのクームバ・ラロックに0－4で敗れて、75kg級で優勝した姉とのアベック優勝はならなかったが銀メダルを獲得した。全日本選手権では72kg級に出場して初優勝を飾った。2018年には至学館大学へ進学すると、1年の時にはアジア大会68kg代表を左肩のケガにより辞退した土性沙羅の代わりを決める三つ巴の代表選考試合に出場するが、そこで源平彩南と森川美和に敗れて代表になれなかった。全日本選抜選手権では優勝して世界選手権代表に選ばれた。世界ジュニアでは3位だった。世界選手権では3回戦で敗れた。2年の時には世界ジュニア68㎏級で優勝を飾った。成田で開催されたワールドカップでも優勝した。3年の時には全日本選手権で優勝した。4年の時には全日本選手権で2連覇した。2022年からはジェイテクトの所属となると、U-23世界選手権で2位になった。2023年のアジア大会では3位だった。

## 主な戦績
- 2013年 -　全日本女子オープン選手権（中学生の部）　3位（57kg級）
- 2013年 -　全国中学選抜選手権　2位（57kg級）
- 2014年 -　ジュニアクイーンズカップ 中学生の部　優勝（57kg級）
- 2014年 -　全国中学生選手権　優勝（62kg級）
- 2014年 -　全日本女子オープン選手権（中校生の部）2位（62kg級）
- 2014年 -　全国中学選抜選手権　優勝（62kg級）
- 2015年 -　ジュニアクイーンズカップ カデットの部　3位（65kg級）
- 2016年 -　ジュニアクイーンズカップ カデットの部　2位（65kg級）
- 2016年 -　JOC杯カデットの部　2位（65kg級）

69kg級での戦績
- 2016年 -　全日本選抜選手権　3位
- 2016年 -　アジアカデット選手権　優勝（65kg級）
- 2016年 -　インターハイ　3位（65kg級）
- 2016年 -　全日本選手権　3位
- 2017年 -　クリッパン女子国際大会　3位
- 2017年 -　ジュニアクイーンズカップ ジュニアの部　2位（67kg級）
- 2017年 -　JOC杯ジュニアの部　優勝（67kg級）
- 2017年 -　世界ジュニア　5位
- 2017年 -　アジア・インドア＆マーシャルアーツ大会　5位
- 2017年 -　U-23世界選手権　2位

72kg級での戦績
- 2017年 -　全日本選手権　優勝
- 2018年 - ワールドカップ 優勝
- 2018年 -　ジュニアクイーンズカップ ジュニアの部　優勝
- 2018年 -　全日本選抜選手権　優勝
- 2018年 -　世界ジュニア　3位
- 2018年 -　全日本選手権　2位
- 2019年 -　ジュニアクイーンズカップ ジュニアの部　優勝
- 2019年 -　世界ジュニア　優勝（68kg級）
- 2019年 -　全日本学生選手権　優勝
- 2019年 - ワールドカップ 優勝

68kg級での戦績
- 2019年 -　全日本選手権　2位
- 2020年 -　アジア選手権　2位
- 2020年 -　全日本選手権　優勝
- 2021年 - 全日本選抜選手権　2位
- 2021年 -　全日本選手権　優勝
- 2022年 - 全日本選抜選手権　2位
- 2022年 -　U-23世界選手権　2位
- 2023年 -　アジア大会　3位

（出典）